# (3661) Dolmatovskij
(3661) Dolmatovskij est un astéroïde de la ceinture principale.

## Description
(3661) Dolmatovskij est un astéroïde de la ceinture principale. Il fut découvert le 16 octobre 1979 à Naoutchnyï par Nikolaï Tchernykh. Il présente une orbite caractérisée par un demi-grand axe de 2,93 UA, une excentricité de 0,06 et une inclinaison de 1,9° par rapport à l'écliptique.

## Compléments